# Pseudochromis socotraensis
Pseudochromis socotraensis, thường được gọi là cá đạm bì Socotra, là một loài cá biển thuộc chi Pseudochromis trong họ Cá đạm bì. Loài này được mô tả lần đầu tiên vào năm 2011. Cái tên socotraensis được đặt theo vùng phân bố địa lý đã biết của loài này, quần đảo Socotra.

## Phân bố và môi trường sống
P. socotraensis phân bố ở phía tây Ấn Độ Dương, là loài đặc hữu của quần đảo Socotra, cụ thể là ở đảo Abd al-Kuri ở phía bắc quần đảo. trải dài về phía đông đến thành phố Karachi, Pakistan. P. socotraensis thường sống xung quanh những khu vực có nhiều rạn san hô (xen kẽ san hô cứng và mềm) hoặc những mỏm đá ngầm ở độ sâu khoảng 3 – 29 m.

## Mô tả
P. socotraensis trưởng thành dài khoảng 3,5 cm. Đầu và thân của P. socotraensis có màu nâu xám tới màu xám sẫm. Có hai sọc màu xanh lam sáng đến màu ngọc lam ở trên đầu kéo dài đến hết lưng. Nắp mang có đốm màu xanh lam viền đen. Cuống đuôi bo tròn.
Số gai ở vây lưng: 3; Số vây tia mềm ở vây lưng: 29 - 31; Số gai ở vây hậu môn: 3; Số vây tia mềm ở vây hậu môn: 18 - 20; Số vây tia mềm ở vây ngực: 17 - 19.
Thức ăn của P. socotraensis có lẽ là rong tảo và các sinh vật phù du nhỏ. Thường sống đơn độc hoặc thành đôi vào mùa sinh sản. Loài này ưa sống trong những rạn san hô thuộc các chi Millepora, Acropora và Porites.